# Atherton (Kalifornia)
Atherton város az USA Kalifornia államában, San Mateo megyében. Lakosainak száma 7188 fő (2020. április 1.).

## Népesség
A település népességének változása:

| 2010 | 6 914 |
| 2020 | 7 188 |